# Daniel Issalène
Daniel Issalène (né le 16 juillet 1948 à Marseille et mort le 17 septembre 2012 à Bergerac) est un joueur de dames français.

## Palmarès
- Champion de France en 1984 (à Seclin);
- Champion de France en 1986 (à Dax);
- Champion de France en 1991 (à Reims);
- Vice-champion de France en 1983;
- Participation à deux championnat du monde (en 1980, et 1988);
- Participation à deux championnats d'Europe (en 1987 (11e), et 1992);
- Participation au tournoi international de Bamako (en 1980), et à l'olympiade de Fauquemont (en 1986).